# Friedrich Moritz Wendler

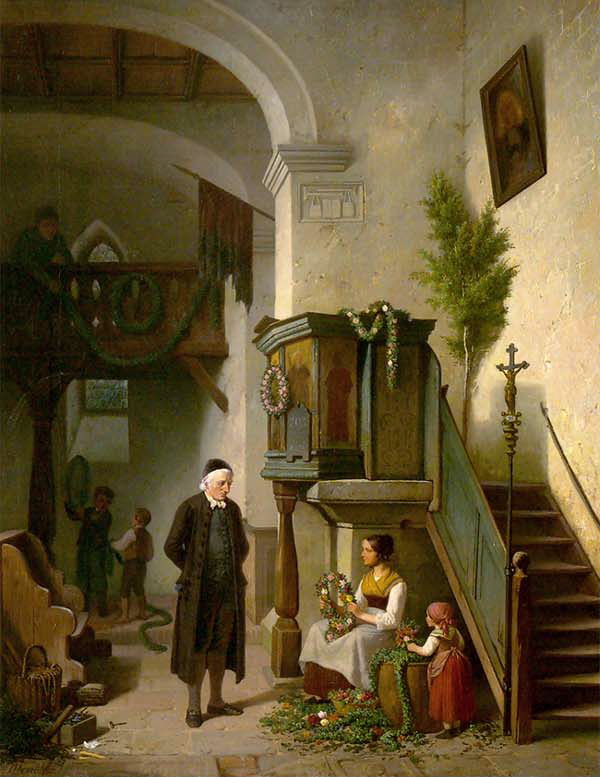
Dorfkircheninterieur

Friedrich Moritz Wendler (* 28. Februar 1814 in Dresden; † 16. Oktober 1872 ebenda) war ein deutscher Genre- und Landschaftsmaler.
Wendler studierte von 1828 bis 1836 an der Kunstakademie Dresden bei Friedrich Matthäi und Carl Christian Vogel von Vogelstein und setzte sein Studium in München bei Peter von Cornelius fort.
Nach dem Studium beschäftigte er sich in München mit Historienmalerei. Später widmete er sich der Genremalerei und kehrte nach Dresden heim. 1838 kam er wieder nach München und bereiste Bayern. 1839 besuchte er Tirol. 1841 kam er zurück nach Dresden. Neben der Malerei beschäftigte sich Wendler mit Illustrationen.